# Mont (Bastogne)
Pour les articles homonymes, voir Mont.
Mont est un hameau belge de la commune et ville de Bastogne situé en Région wallonne dans la province de Luxembourg.
Avant la fusion des communes, Mont faisait partie de la commune de Wardin.

## Situation et description
Ce hameau ardennais se trouve sur le versant sud de la Wiltz et à l'est de la ville de Bastogne dont le centre se situe à 2,5 km. Il se situe à une altitude de 480 m en direction du village de Wardin et du hameau de Neffe.
Mont est un hameau à caractère rural comprenant plusieurs anciennes fermes dont quelques-unes sont toujours en activité.
Le long de la route menant à Bastogne, une suite ininterrompue de constructions récentes relie désormais le hameau à la ville.